# Mira Sorvino
Mira Katherine Sorvino (Manhattan, 1967. szeptember 28. –) Oscar és Golden Globe-díjas amerikai színésznő.

## Élete és pályafutása
Manhattanben, New York Cityben született. Tenaflyban, New Jerseyben nőtt fel, Lorraine Davis és Paul Sorvino színész gyermekeként. 2 testvére, Michael, és Amanda. A Dwight-Englewood High School színházában szerepelt. Mira Sorvino édesapja révén olasz származású.
New Yorkba utazott, hogy színésznő lehessen. 1993-ban szerepelt az Amongst Friends című filmben, ami az első filmje volt. Egy Woody Allen filmben eljátszott szerep után 1995-ben Oscar-díjat nyert. Szintén 1995-ben az egyik főszereplője volt a Hozományvadászok című kosztümös angol minisorozatnak. Szerepelt a Romy és Michelle - Szőkébe nem üt a mennykő (1997) című filmben, egy HBO produkcióban, Norma Jean & Marilyn, (1996) a Mimic - A júdás fajban (1997) és más sikerprodukciókban. 2008-ban vendégszerepelt a Doktor House című sorozatban.

## Magánélete
Az 1990-es években Quentin Tarantino párja volt. 2004. június 14-én hozzáment Christopher Backus színész-rendezőhöz. Négy gyermekük született: Mattea Angel, Lucia, Johnny Christopher King és Holden Paul Terry Backus.

## Filmjei
- Az utolsó templomos lovag (2009)
- Doktor House (2008)
- Cserbenhagyás (2007)
- Életveszély (A Hádész-faktor) (2006)
- Mit ér egy élet (2005)
- Vágott verzió (2004)
- Istenek és katonák (2003)
- Csajok maffiája (2002)
- A női lélek fájdalmai (2002)
- Titkos rend (2002)
- The Great Gatsby (2001)
- The Grey Zone (2001)
- The Triumph of Love (2001)
- Afro-tv (2000)
- Első látásra (1999)
- Egy sorozatgyilkos nyara (1999)
- Dolcsi Vita (1998)
- The Replacement Killers (Gyilkosok gyilkosa)(1998)
- Gyilkosok gyilkosa (1998)
- Lulu a hídon (1998)
- Mimic – A júdás faj (1997)
- Romy és Michele – Szőkébe nem üt a mennykő (1997)
- Édes kis semmiség (1995)
- Erotikus mesék (1996)
- Gyönyörű lányok (1996)
- Norma Jean és Marilyn (1996)
- Zsaru New Yorkban (1996)
- Tarantella (1996)
- Egy füst alatt – Beindulva (1995)
- Hatalmas Aphrodité (1995)
- Hozományvadászok (1995)
- Jake női (1995)
- Barcelona (1994)
- Kvíz Show (1994)

## Fontosabb díjak, jelölések
- Oscar-díj
  - 1996 díj: legjobb női mellékszereplőnek (Hatalmas Aphrodité)
- Golden Globe-díj
  - 2006 jelölés: legjobb női főszereplőnek (televíziós minisorozat vagy tévéfilm) (Human Trafficking )
  - 1997 jelölés: legjobb női főszereplőnek (televíziós minisorozat vagy tévéfilm) (Norma Jean és Marilyn)
  - 1996 díj: legjobb női mellékszereplőnek (Hatalmas Aphrodité)